# Идеационный либерализм (теория)
Идеационный либерализм (ideational liberalism) — это один из теоретических подходов в рамках либеральной парадигмы теории международных отношений, рассматривающий общественные группы и их предпочтения в качестве одного из ключевых факторов, влияющих на внешнюю политику государства. Согласно систематизации подходов новой либеральной теории, предложенной Э. Моравчиком, данный подход существует наряду с коммерческим и республиканским либерализмом. 

## Основные положения
Государства являются представителями предпочтений, идеалов, интересов индивидов и общественных групп на международной арене. Каждое государство включает в себя конфигурацию социальных идентичностей, для которых характерно наличие набора общественных предпочтений (preferences), которые, в свою очередь, формулируются рациональными индивидами, объединенными в социальные группы. При этом социальные идентичности общественных групп зависят от различных факторов (например, расположение национальных границ; степень распространения прав граждан; общие лингвистические, культурные или религиозные идентификации; общий исторический опыт). Наиболее сильные социальные группы способны влиять на процесс принятия решений и поведение государств на международной арене посредством манипуляции информацией, установления ограничений на рынки, либо при помощи иного вида воздействия и принуждения. Благодаря воздействию общественного мнения международные отношения становятся более управляемыми. Влияние социального контекста внутри государства порождает экстерналии (внешние эффекты) для других участников международных отношений и может объяснить возникновение межгосударственного конфликта или, наоборот, сотрудничества стран. В соответствии с этим, идеационный либерализм концентрирует свое внимание на таких источниках идеационных предпочтений как национальная идентичность, политическая идентичность, социально-экономическая идентичность. Например, объясняя конфликтные отношения между государствами, идеационный либерализм делает акцент на степени несовпадения существующих границ с национальной идентичностью сильных социальных групп. Политическая идентичность рассматривает приверженность индивидов и общественных групп отдельным политическим институтам, которые определяют тип политического режима в государстве.

## Распространение в теории международных отношений
Истоки идеационного либерализма, в основе которого лежит идеалистическая онтология, связаны с идеями Дж.Ст.Милля, Дж.Мадзини, В.Вильсона. Проблеме возможного воздействия идей, взглядов и мнений на внешнеполитические решения была также посвящена книга Р.Кохейна и Дж.Гольдштейн, опубликованная в 1993 году. В дальнейшем принципы идеационного либерализма, исследованного в работах Э. Моравчика на протяжении 1990-х — 2000-х гг, получили распространение в трудах других исследователей международных отношений. Так, например, Д.Панке и Т.Риссе исследовали взаимосвязь идеационного либерализма с конструктивистским либерализмом, акцентирующим внимание на нормах, идеях, интересах и идентичностях акторов внутри государства, которые меняются в процессе социального познания. Помимо этого, идеационный подход к либерализму связан с конструктивистской по своей природе теорией ролей, которая предполагает, что ожидания государства относительно его собственной роли в мировой политике зависят от внутриполитических акторов.

## Критика
Прежде всего, с точки зрения критиков, подход идеационного либерализма к исследованию международных отношений может быть охарактеризован как редукционистский, потому что он фокусирует внимание лишь на внутригосударственном уровне, не осуществляя тщательного исследования политики государства на международной арене, где наблюдается взаимозависимость идеационных предпочтений государств. По мнению Д. Лонга, это приводит к искажению либеральной теории. Отмечается, что предпринятая попытка пересмотреть либеральную теорию с позитивистских позиций и осуществить систематизацию подрывает ее статус как политической теории, так как данный подход, во-первых, не учитывает нормативный аспект и исследования в области социальных наук, а во-вторых, применяет концепцию акторности индивидов, которая сужает проблематику политической деятельности до вопросов стратегического взаимодействия отдельных людей.
Помимо этого, критика направлена на недоработанность и фрагментарность данной теории. В частности, Э.Саундерс отмечает, что идеационный либерализм не уточняет, как происходит формирование государственных преференций, а также не учитывает большой роли идей, высказанных политическими элитами (которые также являются социальными группами). Кроме того, идеационный либерализм ограничивается рассмотрением лишь идеационных предпочтений, связанных с национальными границами, экономическим регулированием и политическими институтами. Однако  внутригосударственных акторов помимо перечисленного интересует гораздо больший набор ценностей, которые они преследуют посредством оказания влияния на процесс принятия политических решений и политику в целом.
Критике также подвергается подход идеационного либерализма к рассмотрению взаимодействия между общественными группами и государством. С одной стороны, данная теория подробно объясняет особенности, присущие социальным идентичностям, однако слишком абстрактно характеризует не только уровень государства, но и непосредственно взаимодействие между обществом и государством. Иными словами, теория не объясняет функционирование механизмов передачи идеационных предпочтений на уровень государства.